# Kan Bahlam I
Kan Bahlam I, còn được gọi là Chan Bahlum I, Kan Bʼalam I và Kʼinich Kan Bahlam I (524—583), là một nhà vua Maya của thành phố Palenque. Ông lên ngôi khi lúc 47 tuổi và cai trị cho đến khi mất. Kan Bahlam có thể là em trai của người tiền nhiệm, Ahkal Moʼ Nahb II và là con trai của Kʼan Joy Chitam I. Ông là người cai trị thứ nhất của Palenque sử dụng tên danh hiệu Kʼinich, mặc dù không thống nhất.